# 范寿棠
范寿棠（？年—？年），浙江会稽（浙江绍兴）人，清朝政治人物。
范寿棠曾于1882年接替朱璜任上海县知县一职，1882年由黎光旦接任。